# Station Saint-Vincent-Bellefontaine
Station Saint-Vincent-Bellefontaine is een voormalig spoorwegstation aan spoorlijn 165 tussen Bellefontaine en Saint-Vincent, twee deelgemeenten van de Belgische gemeente Tintigny in de Gaume. Het station met telegrafische code MBF werd op 26 maart 1879 geopend en op 03 juni 1984 gesloten.
Via dit station reed door de Gaume van het graafschap Chiny ook de buurtspoorlijn 523 van Villers-devant-Orval naar Étalle.
0,0: Libramont ·
2,5: Recogne ·
3,8: Neuvillers ·
7,5: Rossart ·
12,2: Bertrix ·
16,1: Orgéo ·
17,6: Saint-Médard ·
20,6: Straimont ·
25,5: Les Épioux ·
30,7: Lacuisine ·
32,5: Florenville ·
36,2: Pin ·
37,7: Izel ·
40,0: Jamoigne ·
43,5: Saint-Vincent-Bellefontaine ·
46,9: Lahage ·
50,8: Meix-devant-Virton ·
53,5: Houdrigny ·
57,2: Virton ·
59,6: Chenois-Latour ·
62,9: Latour ·
63,7: Ruette ·
65,1: Saint-Remy ·
67,6: Signeulx ·
70,1: Baranzy ·
72,0: Musson ·
74,6: Halanzy ·
78,9: Aubange ·
81,9: Athus